# Teodor Nerander
Oskar Teodor Nerander, född 22 september 1856 i Kila socken, Värmlands län, död 30 november 1933 i Helsingborg, var en svensk psykiater.
Nerander blev medicine kandidat i Stockholm 1882 men överflyttade därefter till Lund där han blev medicine licentiat 1886 och medicine doktor 1894.  Han utnämndes 1896 till extra ordinarie professor i psykiatri och överläkare vid Uppsala hospital och var överläkare vid Lunds hospital och asyl samt lärare i psykiatri vid Lunds universitet 1902–1923. Han blev 1904 ledamot av Fysiografiska sällskapet. Efter pensionering bosatte han sig i Ängelholm.